# Folby
Folby of Foldby,  is een plaats in de Deense regio Midden-Jutland, gemeente Favrskov, en telt 888 inwoners (2007).